# Sulfaguanidină
Sulfaguanidina este un antibiotic din clasa sulfamidelor, fiind utilizat în tratamentul unor infecții bacteriene. Este utilizată și în medicina veterinară.